# Polypedilum isocerus
Polypedilum isocerus är en tvåvingeart som beskrevs av Henry Keith Townes, Jr. 1945. Polypedilum isocerus ingår i släktet Polypedilum och familjen fjädermyggor. Inga underarter finns listade i Catalogue of Life.